# Hoa hậu Siêu quốc gia 2024
Hoa hậu Siêu quốc gia 2024 là cuộc thi Hoa hậu Siêu quốc gia lần thứ 15, được tổ chức tại Nowy Sącz, Małopolskie, Ba Lan vào ngày 6 tháng 7 năm 2024. Andrea Aguilera đến từ Ecuador đã trao lại vương miện cho người kế nhiệm là cô Harashta Haifa Zahra đến từ Indonesia.

## Kết quả

### Thứ hạng
| Kết quả                    | Thí sinh |
| -------------------------- | --- |
| Hoa hậu Siêu quốc gia 2024 | - Indonesia – Harashta Haifa Zahra |
| Á hậu 1                    | - Hoa Kỳ – Jenna Dykstra |
| Á hậu 2                    | - Cộng hòa Séc – Justýna Zedníková |
| Á hậu 3                    | - Brazil – Isadora Murta |
| Á hậu 4                    | - Curaçao – Chanelle de Lau Δ |
| Top 12                     | - Đan Mạch – Victoria Larsen § - Phần Lan – Aleksandra Hannusaari - Ấn Độ – Sonal Kukreja - Philippines – Alethea Ambrosio - Puerto Rico – Fiorella Medina - Nam Phi – Bryoni Natalie Govender - Thái Lan – Kasama Suetrong |
| Top 25                     | - Aruba – Rashida Schmidt - Bolivia – Estefanía Ibarra - Đức – Luisa Victoria Malz - Honduras – Stephie Morel - Iceland – Helena O'Connor - Nhật Bản – Yuki Sonoda - Mexico – Andrea Sáenz - Myanmar – Myo Sandar Win Δ - Nigeria – Sectra Okundaye - Peru – Nathaly Terrones - Romania – Andreea Ioana Stan - Slovakia – Petra Sivakova Δ - Anh Quốc – Joanna Johnson |

§: Thí sinh chiến thắng giải thưởng Supra Fan Vote
Δ: Thí sinh tiến thẳng vào Top 25 nhờ chiến thắng một trong các giải Supra Model, Supra Chat, hoặc Supra Influencer

### Hoa hậu Châu lục
| Danh hiệu                                     | Thí sinh                            |
| --------------------------------------------- | ----------------------------------- |
| Hoa hậu Siêu quốc gia châu Phi                | - Nam Phi – Bryoni Natalie Govender |
| Hoa hậu Siêu quốc gia châu Mỹ                 | - Mexico – Andrea Sáenz             |
| Hoa hậu Siêu quốc gia châu Á & châu Đại Dương | - Philippines – Alethea Ambrosio    |
| Hoa hậu Siêu quốc gia vùng Caribe             | - Puerto Rico – Fiorella Medina     |
| Hoa hậu Siêu quốc gia châu Âu                 | - Đan Mạch – Victoria Larsen        |

### Thứ tự công bố
| 1. Nam Phi 2. Slovakia 3. Curaçao 4. Myanmar 5. Séc 6. Honduras 7. Ấn Độ 8. Hoa Kỳ 9. Aruba 10. Nhật Bản 11. Romania 12. Đức 13. Nigeria 14. Iceland 15. Mexico 16. Anh Quốc 17. Puerto Rico 18. Indonesia 19. Perú 20. Đan Mạch 21. Thái Lan 22. Bolivia 23. Philippines 24. Phần Lan 25. Brazil | 1. Đan Mạch 2. Hoa Kỳ 3. Ấn Độ 4. Phần Lan 5. Thái Lan 6. Curaçao 7. Séc 8. Brazil 9. Puerto Rico 10. Indonesia 11. Philippines 12. Nam Phi | 1. Hoa Kỳ 2. Brazil 3. Indonesia 4. Séc 5. Curaçao |

## Các phần thi

### Supra Chat

#### Vòng 1
- Thí sinh vào vòng 2

| Nhóm | Quốc gia 1 | Quốc gia 2  | Quốc gia 3      | Quốc gia 4        | Quốc gia 5   | Quốc gia 6         | Quốc gia 7           | Quốc gia 8 | Quốc gia 9 |
| ---- | ---------- | ----------- | --------------- | ----------------- | ------------ | ------------------ | -------------------- | ---------- | ---------- |
| 1    | Canada     | Đan Mạch    | Haiti           | Ấn Độ             | New Zealand  | Pakistan           | Quần đảo Virgin (Mỹ) | —          | —          |
| 2    | Đức        | Iceland     | Malta           | Ba Lan            | Romania      | Slovakia           | Anh Quốc             | —          | —          |
| 3    | Bolivia    | Brazil      | Costa Rica      | Ecuador           | Honduras     | Bồ Đào Nha         | Venezuela            | —          | —          |
| 4    | Albania    | Bỉ          | Quần đảo Cayman | Curaçao           | Myanmar      | Hà Lan             | Philippines          | —          | —          |
| 5    | Úc         | Botswana    | Cộng hòa Séc    | Guinea Xích Đạo   | Sierra Leone | Tây Ban Nha        | —                    | —          | —          |
| 6    | Argentina  | Colombia    | Cuba            | Cộng hòa Dominica | El Salvador  | Mexico             | Nicaragua            | —          | —          |
| 7    | Aruba      | Bờ Biển Ngà | Ghana           | Gibraltar         | Nepal        | Trinidad và Tobago | —                    | —          | —          |
| 8    | Bangladesh | Hồng Kông   | Indonesia       | Nhật Bản          | Hàn Quốc     | Lào                | Malaysia             | Thái Lan   | —          |
| 9    | Guatemala  | Paraguay    | Peru            | Puerto Rico       | Uruguay      | —                  | —                    | —          | —          |
| 10   | Campuchia  | Croatia     | Phần Lan        | Nigeria           | Panama       | Nam Phi            | Ukraine              | Hoa Kỳ     | Việt Nam   |

#### Vòng 2
- Thí sinh vào vòng 3

| Nhóm | Quốc gia 1        | Quốc gia 2 | Quốc gia 3 | Quốc gia 4  | Quốc gia 5         |
| ---- | ----------------- | ---------- | ---------- | ----------- | ------------------ |
| 1    | Brazil            | Curaçao    | Séc        | Haiti       | Anh Quốc           |
| 2    | Cộng hòa Dominica | Indonesia  | Nigeria    | Puerto Rico | Trinidad và Tobago |

#### Vòng 3
- Thí sinh chiến thắng được vào thẳng Top 24

| Kết quả     | Thí sinh                                                                                     |
| ----------- | -------------------------------------------------------------------------------------------- |
| Chiến thắng | - Curaçao – Chanelle de Lau                                                                  |
| Top 4       | - Haiti – Tarah-Lynn Saint-Elien - Nigeria – Sectra Okundaye - Puerto Rico – Fiorella Medina |

### Miss Influencer Opportunity
- Thí sinh chiến thắng được vào thẳng Top 24

| Kết quả     | Thí sinh |
| ----------- | --- |
| Chiến thắng | - Myanmar – Myo Sandar Win |
| Top 5       | - Brazil – Isadora Murta - Đan Mạch – Victoria Larsen - Indonesia – Harashta Haifa Zahra - Mexico – Andrea Sáenz |
| Top 13      | - Campuchia – Chhum Chandara - Bờ Biển Ngà – Marie-Louise Maitre - Gibraltar – Phoebe Noble - Ấn Độ – Sonal Kukreja - Nepal – Sajina Khanal - Philippines – Alethea Ambrosio - Venezuela – Rossana Fiorini - Việt Nam – Lydie Vũ Phương Ly |

### Supra Fan Vote
- Thí sinh chiến thắng được vào thẳng Top 12

| Kết quả     | Thí sinh |
| ----------- | --- |
| Chiến thắng | - Đan Mạch – Victoria Larsen |
| Top 10      | - Colombia – Sherren Londoño Perea - Curaçao – Chanelle de Lau - Lào – Christina Lasasimma - Myanmar – Myo Sandar Win - Nigeria – Sectra Okundaye - Philippines – Alethea Ambrosio - Trinidad và Tobago – Brittany Deane - Venezuela – Rossana Fiorini - Việt Nam – Lydie Vũ Phương Ly |

### Supra Model of the Year
- Thí sinh chiến thắng phần thi Supra Model châu lục
- Thí sinh chiến thắng phần thi Supra Model và được vào thẳng Top 24

| Châu lục    | Quốc gia 1 | Quốc gia 2  | Quốc gia 3 |
| ----------- | ---------- | ----------- | ---------- |
| Châu Phi    | Botswana   | Bờ Biển Ngà | —          |
| Châu Mỹ     | Bolivia    | Mexico      | —          |
| Châu Á      | Myanmar    | Philippines | Thái Lan   |
| Vùng Caribe | Aruba      | Puerto Rico | —          |
| Châu Âu     | Slovakia   | Tây Ban Nha | —          |

### Miss Talent
| Kết quả     | Thí sinh |
| ----------- | --- |
| Chiến thắng | - Indonesia – Harashta Haifa Zahra |
| Top 7       | - Cộng hòa Séc – Justýna Zedníková - Đan Mạch – Victoria Larsen - Gibraltar – Phoebe Noble - Nhật Bản – Yuki Sonoda - Myanmar – Myo Sandar Win - Hà Lan – Bo Grooten |
| Top 20      | - Bangladesh – Towhida Tusnim Tifa - Bỉ – Elizabeth Victoria Raska - Canada – Rachel Murgel - Chile – Vaihere Domingo - Colombia – Sherren Londoño Perea - Croatia – Esmeralda Slavicek - Curaçao – Chanelle de Lau - El Salvador – Naomy Montiel - Đức – Luisa Victoria Malz - Hồng Kông – Jo An Ma - Nepal – Sajina Khanal - New Zealand – Meghan Kenney - Sierra Leone – Mabinty Mansaray - Slovakia – Petra Sivakova - Trinidad và Tobago – Brittany Deane |

## Thí sinh tham gia
Đã có 68 thí sinh xác nhận tham gia cuộc thi:
| Quốc gia/Vùng lãnh thổ | Thí sinh                 | Tuổi | Quê quán              | Khu vực        |
| ---------------------- | ------------------------ | ---- | --------------------- | -------------- |
| Albania                | Ema Hila                 | 18   | Tirana                | Châu Âu        |
| Argentina              | Agustina Bruenner        | 26   | Posadas               | Châu Mỹ        |
| Aruba                  | Rashida Schmidt          | 22   | Oranjestad            | Caribe         |
| Úc                     | Janaya Reimers           | 21   | Melbourne             | Châu Đại Dương |
| Bangladesh             | Towhida Tusnim Tifa      | 25   | Gazipur               | Châu Á         |
| Bỉ                     | Elizabeth Victoria Raska | 25   | Brussels              | Châu Âu        |
| Bolivia                | Estefanía Ibarra         | 28   | La Paz                | Châu Mỹ        |
| Botswana               | Leah Barobetse           | 25   | Gaborone              | Châu Phi       |
| Brazil                 | Isadora Murta            | 26   | Belo Horizonte        | Châu Mỹ        |
| Canada                 | Rachel Murgel            | 22   | Toronto               | Châu Mỹ        |
| Quần đảo Cayman        | Jaci Patrick             | 29   | West Bay              | Caribe         |
| Chile                  | Vaihere Domingo          | 24   | Viña del Mar          | Châu Mỹ        |
| Colombia               | Sherren Londoño Perea    | 22   | Bogotá                | Châu Mỹ        |
| Costa Rica             | María José Segura        | 26   | Cachí                 | Châu Mỹ        |
| Bờ Biển Ngà            | Marie-Louise Maitre      | 26   | Bouaké                | Châu Phi       |
| Croatia                | Esmeralda Slavicek       | 26   | Zagreb                | Châu Âu        |
| Cuba                   | María José Cetina        | 19   | Havana                | Caribe         |
| Curaçao                | Chanelle de Lau          | 29   | Willemstad            | Caribe         |
| Cộng hòa Séc           | Justýna Zedníková        | 21   | Praha                 | Châu Âu        |
| Đan Mạch               | Victoria Larsen          | 22   | Roskilde              | Châu Âu        |
| Cộng hòa Dominica      | Jennifer Valdez          | 26   | Pedernales            | Caribe         |
| Ecuador                | Doménica Alessi          | 20   | Quito                 | Châu Mỹ        |
| El Salvador            | Naomy Montiel            | 19   | San Miguel            | Châu Mỹ        |
| Phần Lan               | Aleksandra Hannusaari    | 20   | Kauhajoki             | Châu Âu        |
| Đức                    | Luisa Victoria Malz      | 20   | Berlin                | Châu Âu        |
| Ghana                  | Abigail Fanna Kabirou    | 24   | Accra                 | Châu Phi       |
| Gibraltar              | Phoebe Noble             | 21   | Gibraltar             | Châu Âu        |
| Guatemala              | Andrea Zapeta            | 29   | Alta Verapaz          | Châu Mỹ        |
| Haiti                  | Tarah-Lynn Saint-Elien   | 27   | Port-au-Prince        | Caribe         |
| Honduras               | Stephie Morel            | 19   | Choloma               | Châu Mỹ        |
| Hồng Kông              | Jo An Ma                 | 27   | Hồng Kông             | Châu Á         |
| Iceland                | Helena O'Connor          | 23   | Reykjavík             | Châu Âu        |
| Ấn Độ                  | Sonal Kukreja            | 25   | Jaipur                | Châu Á         |
| Indonesia              | Harashta Haifa Zahra     | 20   | Garut                 | Châu Á         |
| Ý                      | Camilla Farnesi          | 24   | Viareggio             | Châu Âu        |
| Nhật Bản               | Yuki Sonoda              | 25   | Kagoshima             | Châu Á         |
| Lào                    | Christina Lasasimma      | 31   | Viêng Chăn            | Châu Á         |
| Malaysia               | Andreana Celly           | 20   | Kuching               | Châu Á         |
| Malta                  | Shania Degiorgio         | 20   | Paola                 | Châu Âu        |
| Mexico                 | Andrea Sáenz             | 26   | Chihuahua             | Châu Âu        |
| Myanmar                | Myo Sandar Win           | 26   | Mawlamyine            | Châu Á         |
| Nepal                  | Sajina Khanal            | 23   | Kathmandu             | Châu Á         |
| Hà Lan                 | Bo Grooten               | 23   | Coevorden             | Châu Âu        |
| New Zealand            | Meghan Kenney            | 28   | Auckland              | Châu Đại Dương |
| Nicaragua              | Elena Etienne            | 23   | Juigalpa              | Châu Mỹ        |
| Nigeria                | Sectra Okundaye          | 25   | Zamfara               | Châu Phi       |
| Pakistan               | Misbah Arshad            | 26   | Islamabad             | Châu Á         |
| Panama                 | Samantha Jones           | 27   | Thành phố Panama      | Châu Mỹ        |
| Paraguay               | Sofía Meyer              | 22   | Ciudad del Este       | Châu Mỹ        |
| Peru                   | Nathaly Terrones         | 28   | Lima                  | Châu Mỹ        |
| Philippines            | Alethea Ambrosio         | 21   | Bulacan               | Châu Á         |
| Ba Lan                 | Angelika Jurkowianiec    | 26   | Namysłów              | Châu Âu        |
| Bồ Đào Nha             | Cristina Carvalho        | 29   | Azores                | Châu Âu        |
| Puerto Rico            | Fiorella Medina          | 28   | Isabela               | Caribe         |
| Romania                | Andreea Ioana Stan       | 24   | Bucharest             | Châu Âu        |
| Sierra Leone           | Mabinty Mansaray         | 24   | Koinadugu             | Châu Phi       |
| Slovakia               | Petra Sivakova           | 22   | Šamorín               | Châu Âu        |
| Nam Phi                | Bryoni Natalie Govender  | 27   | Kempton Park          | Châu Phi       |
| Tây Ban Nha            | Elizabeth Laker          | 24   | Tenerife              | Châu Âu        |
| Thái Lan               | Kasama Suetrong          | 28   | Surat Thani           | Châu Á         |
| Trinidad và Tobago     | Brittany Deane           | 27   | San Fernando          | Caribe         |
| Ukraine                | Marina Mizhnova          | 21   | Ternopil              | Châu Âu        |
| Anh Quốc               | Joanna Johnson           | 30   | Blackpool             | Châu Âu        |
| Hoa Kỳ                 | Jenna Dykstra            | 27   | Minnesota             | Châu Mỹ        |
| Uruguay                | Lola de los Santos       | 27   | Paysandú              | Châu Mỹ        |
| Quần đảo Virgin (Mỹ)   | Bria James               | 28   | Turtledove Cay        | Caribe         |
| Venezuela              | Rossana Fiorini          | 29   | Mérida                | Châu Mỹ        |
| Việt Nam               | Lydie Vũ Phương Ly       | 31   | Thành phố Hồ Chí Minh | Châu Á         |

## Chú ý

### Lần đầu tham gia
- Bangladesh

### Trở lại
| - Lần cuối tham gia vào năm 2015: - Aruba - Lần cuối tham gia vào năm 2018: - Ý - Pakistan - Lần cuối tham gia vào năm 2019: - Úc - Honduras - Myanmar - New Zealand - Quần đảo Virgin (Mỹ) | - Lần cuối tham gia vào năm 2021: - Albania - Sierra Leone - Lần cuối tham gia vào năm 2022: - Argentina - Chile - Đan Mạch - Lào - Malta - Uruguay |  |

### Bỏ cuộc
- Bahamas
- Campuchia
- Cameroon
- Hy Lạp
- Jamaica
- Kenya
- Hàn Quốc
- Mauritius
- Mozambique
- Namibia
- Togo
- Thổ Nhĩ Kỳ
- Zambia
- Zimbabwe

## Các thí sinh tham dự cuộc thi sắc đẹp quốc tế khác
| Quốc gia/Vùng lãnh thổ | Thí sinh                | Cuộc thi                               | Đại diện          |
| ---------------------- | ----------------------- | -------------------------------------- | ----------------- |
| Úc                     | Janaya Raimers          | Miss Global 2023 (Top 13)              | Úc                |
| Bangladesh             | Towhida Tusnim Tifa     | Miss Grand International 2022          | Bangladesh        |
| Quần đảo Cayman        | Jaci Patrick            | Miss World 2019                        | Quần đảo Cayman   |
| Curaçao                | Chanelle de Lau         | Miss Universe 2016                     | Curaçao           |
| Curaçao                | Chanelle de Lau         | Miss International 2017 (Á hậu 1)      | Curaçao           |
| Cộng hòa Séc           | Justýna Zedníková       | Miss World 2025                        | Cộng hòa Séc      |
| Cộng hòa Dominica      | Jennifer Valdez         | Miss International 2017                | Cộng hòa Dominica |
| Đức                    | Luisa Victoria Malz     | Miss Grand International 2021 (Top 20) | Đức               |
| Ghana                  | Abigail Fanna Kabirou   | Miss Interglobal 2021 (Top 15)         | Anh Quốc          |
| Nhật Bản               | Yuki Sonoda             | Miss Charity Queen International 2015  | Nhật Bản          |
| Nhật Bản               | Yuki Sonoda             | Miss Asia Pacific International 2017   | Nhật Bản          |
| Lào                    | Christina Lasasimma     | Miss Universe 2020                     | Lào               |
| Mexico                 | Andrea Sáenz            | Miss United Continents 2018 (Hoa hậu)  | Mexico            |
| Nepal                  | Sajina Khanal           | Miss World Tourism 2023                | Nepal             |
| New Zealand            | Meghan Kenney           | Miss Grand International 2017          | New Zealand       |
| New Zealand            | Meghan Kenney           | Miss Intercontinental 2017             | New Zealand       |
| Pakistan               | Misbah Arshad           | Miss International 2023                | Pakistan          |
| Pakistan               | Misbah Arshad           | Miss Aura International 2023           | Pakistan          |
| Ba Lan                 | Angelika Jurkowianiec   | Miss Universe 2023                     | Ba Lan            |
| Bồ Đào Nha             | Cristina Carvalho       | Miss Eco International 2022            | Bồ Đào Nha        |
| Slovakia               | Petra Sivakova          | Miss Universe 2024                     | Slovakia          |
| Nam Phi                | Bryoni Natalie Govender | Miss Universe 2023 (Top 20)            | Nam Phi           |
| Tây Ban Nha            | Elizabeth Laker         | Miss International 2017                | Tây Ban Nha       |
| Uruguay                | Lola de los Santos      | World Top Model 2017                   | Uruguay           |
| Uruguay                | Lola de los Santos      | Miss United Continents 2018 (Top 10)   | Uruguay           |
| Uruguay                | Lola de los Santos      | Miss Sea World 2018 (Hoa hậu)          | Uruguay           |
| Uruguay                | Lola de los Santos      | Miss Universe 2020                     | Uruguay           |
| Anh Quốc               | Joanna Johnson          | Miss Galaxy 2019 (Hoa hậu)             | Anh Quốc          |